# ハクセキレイ
ハクセキレイ（白鶺鴒、学名:Motacilla alba lugens）はスズメ目セキレイ科に分類される鳥類。世界中に広く分布するタイリクハクセキレイ（学名 Motacilla alba）の一亜種。
英名では、タイリクハクセキレイ各亜種を総称して "White Wagtail" と呼ばれるとともに、特にハクセキレイ (M. a. lugens) を指す際には "Japanese (Kamchatka) Pied Wagtail", "Black-backed Wagtail" と呼ばれる。

## 分布
ロシア沿海地方・ハバロフスク地方の沿岸部、カムチャツカ半島、千島列島、樺太、日本列島（北海道、本州）および中国東北部に分布する留鳥または漂鳥。冬場の積雪地でも観察される。
日本では、かつては北海道や東北地方など北部でのみ繁殖が観察されていたが、20世紀後半より繁殖地を関東・中部などへと拡げ、現在は東日本では普通種になっている（#セキレイ類近縁種の分布を参照）。
また、西日本ではタイリクハクセキレイに容姿が似るホオジロハクセキレイ（学名 Motacilla alba leucopsis）も観察される。

## 特徴
体長21cm ほどで、ムクドリよりやや小さめで細身。他のタイリクハクセキレイ亜種より大型になる。
頭から肩、背にかけて、雄の夏羽では黒色、雄の冬羽と雌では灰色。
腹部は白色で、胸部に黒くなるのが特徴的である。胸部の黒の面積は雄の方が雌より大きい。
顔は白く、黒い過眼線が入る。セグロセキレイと類似するが、本種は眼下部が白いことで判別できる。
嘴と脚は黒。
幼鳥は、頭～背中が灰色、顔はやや黄色がかっており、腹は白、胸部の黒い部分は薄くまだら。
尾羽は長めで、セグロセキレイやキセキレイと同様、尾羽を上下に振る姿が特徴的である。
波を描くように飛翔する。

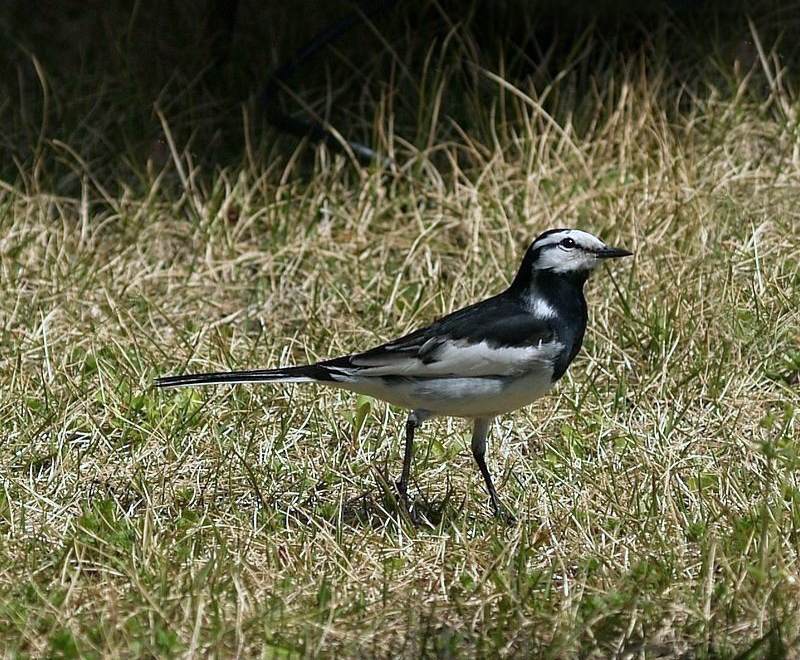
横から
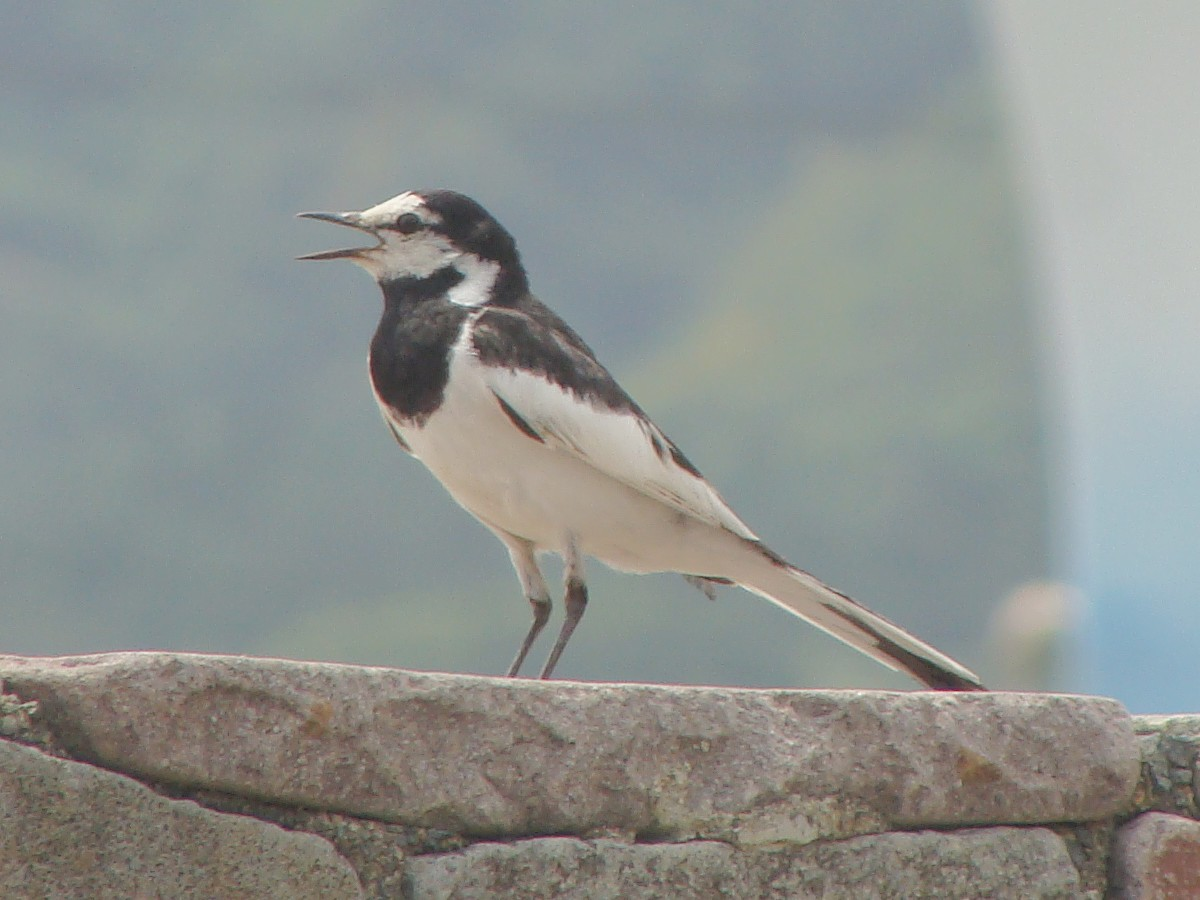
暑さのため口を開けている
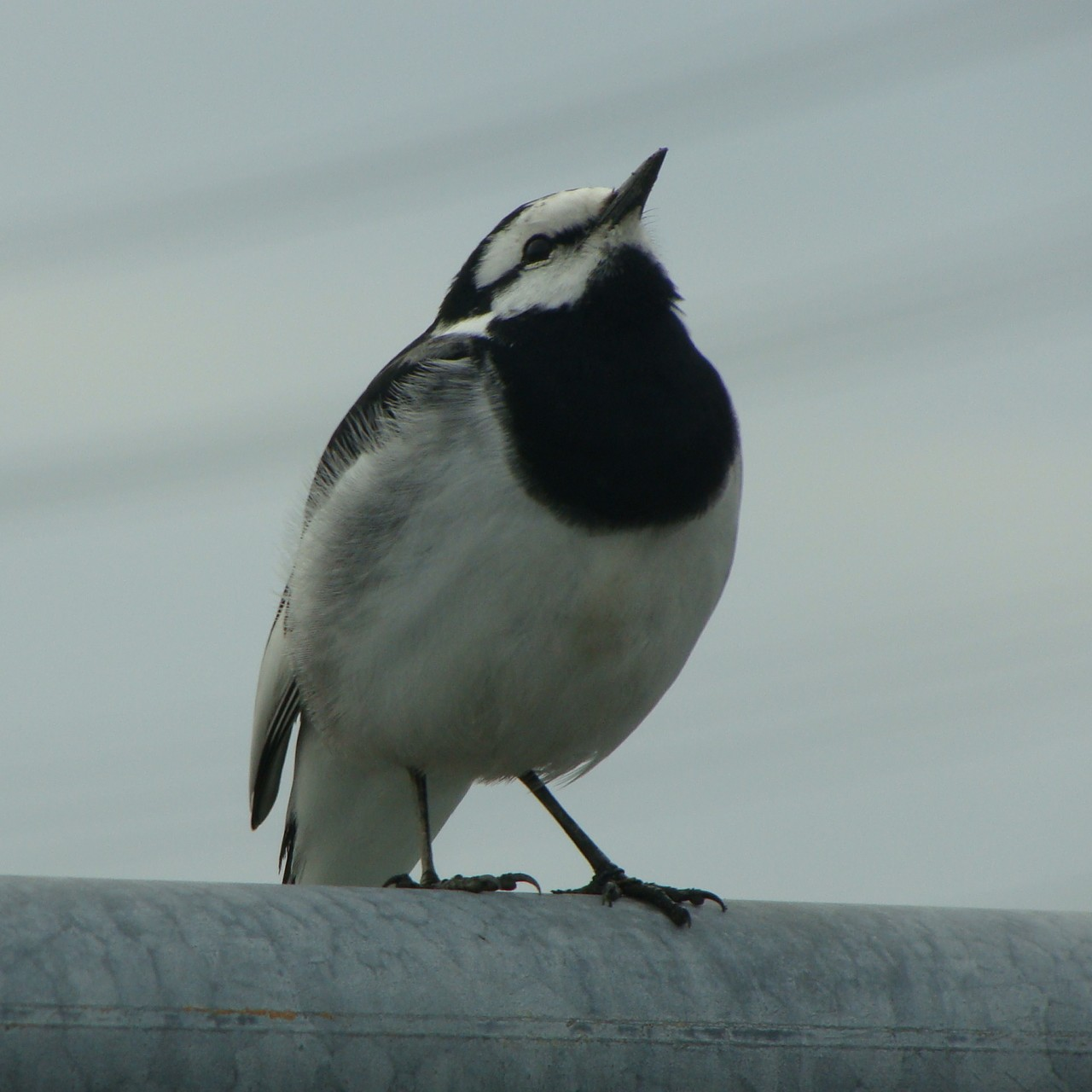
口元の細いヒゲ
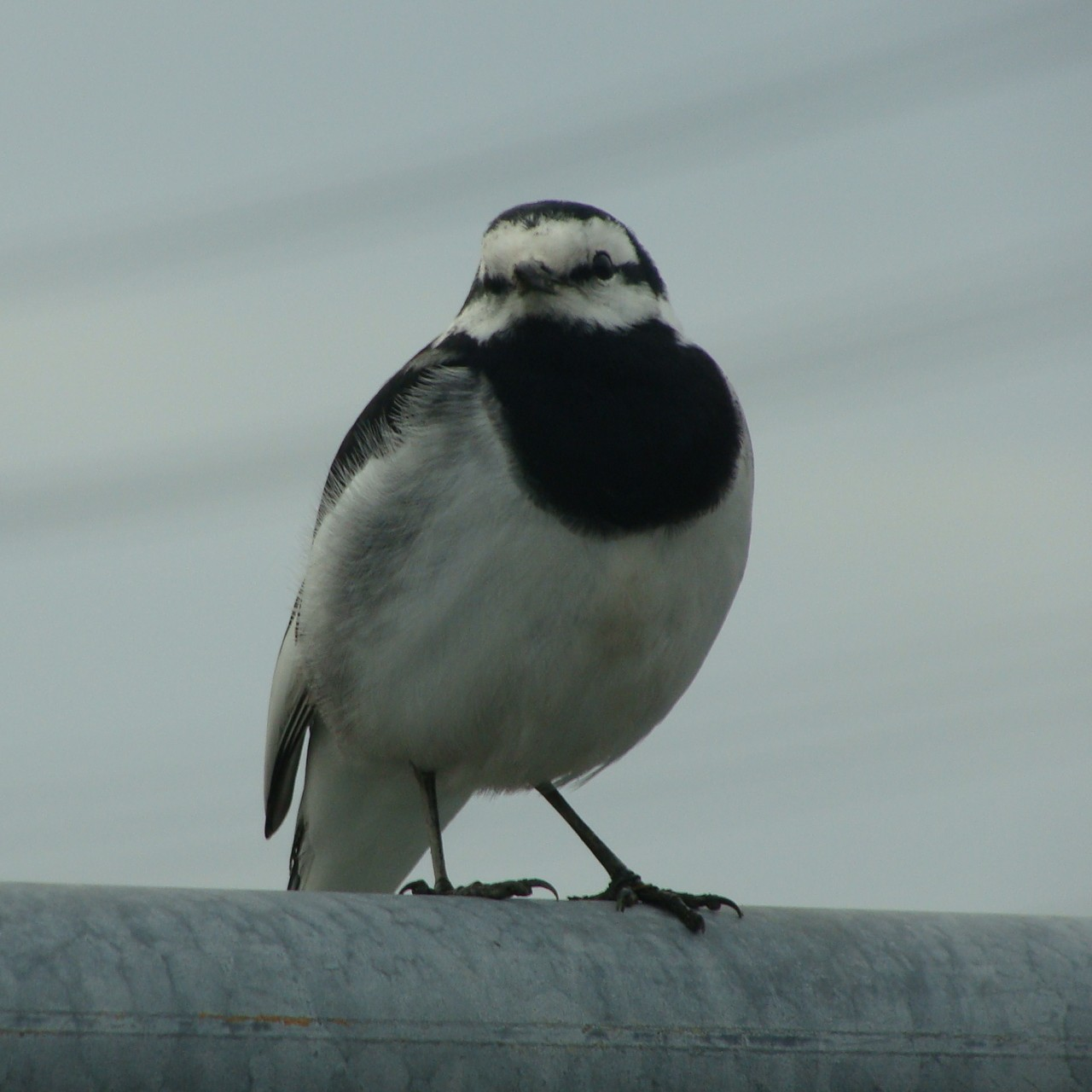
顔の正面
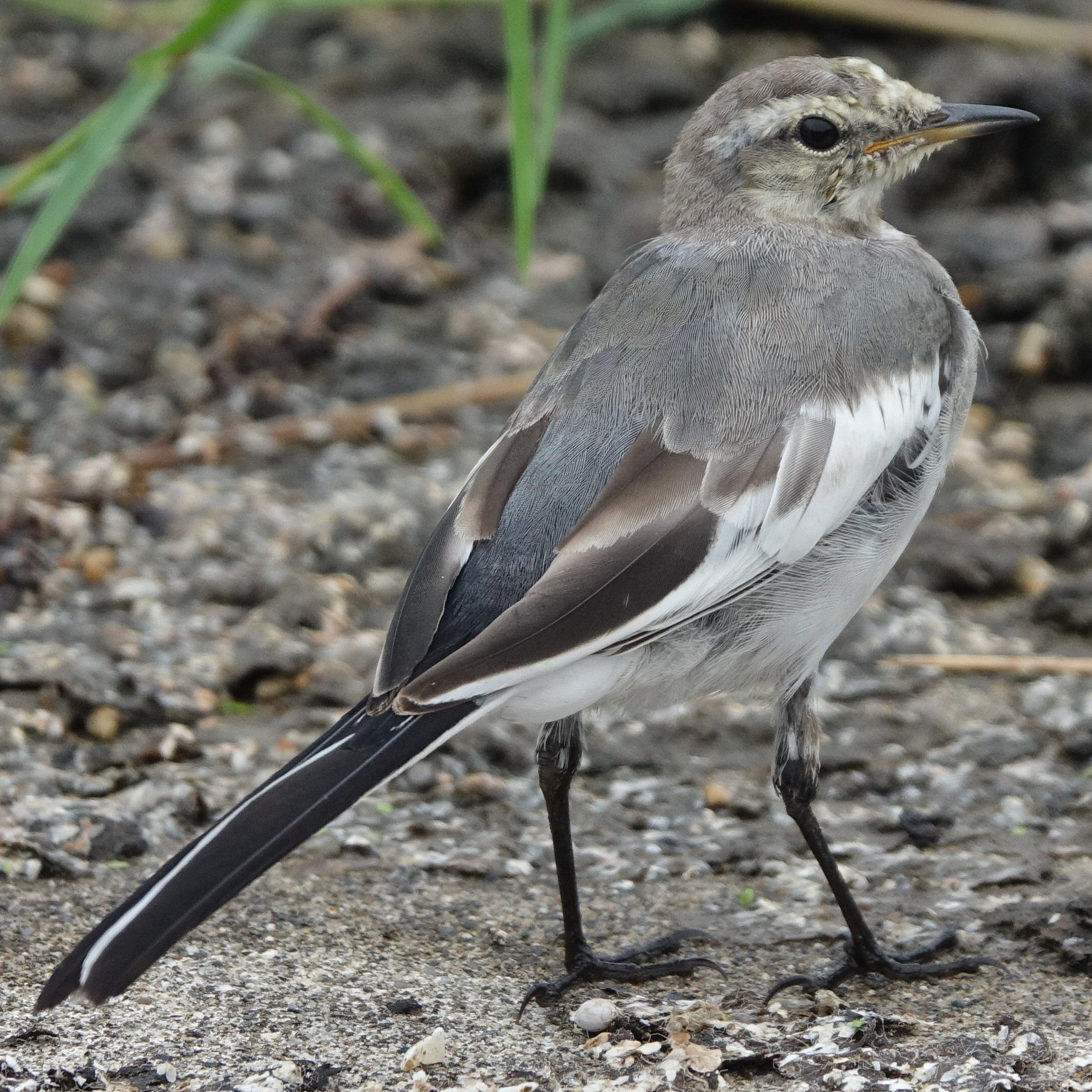
幼鳥

## 生態
主に水辺に棲むが、川だけでなく用水路、水辺が近くにある場所ならば畑や市街地などでもよく観察される。河川の下流域など比較的低地を好む傾向があり、セグロセキレイやキセキレイとは、夏場は概ね棲み分けている（#セキレイ類近縁種の分布も参照）。
冬場は単独で、夏場は番いで縄張り分散する。縄張り意識が強く、特に冬場は同種のほか、セグロセキレイ、キセキレイと生活圏が競合する場合があり、その際には追いかけ回して縄張り争いをする様子もよく観察される。

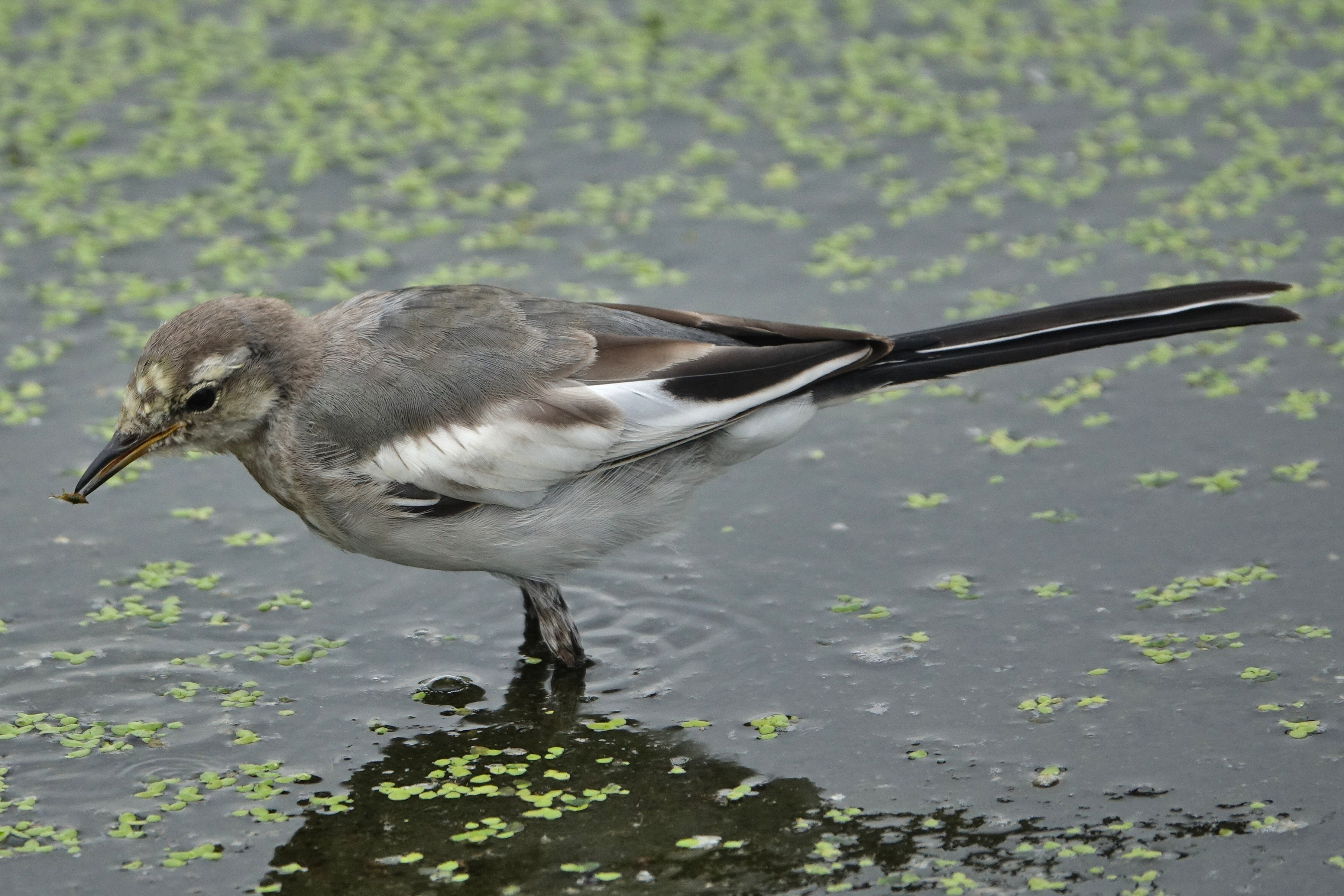
虫を食べる幼鳥

食性は雑食で、一旦高いところに留まって採食に適した場所を探し、水辺や畑などに降りて歩きながら水中や岩陰、土中などに潜む昆虫類やクモ、ミミズなどを主に捕えて食べる。
ただし本種は都市部などの乾燥した環境にも適応しており、分布域の広がった近年では、コンビニの駐車場やガソリンスタンド、公園や駅のホームなどで餌を食べる様子も観察されている。
また郊外の工場などで小型の蛾を捕食することもある。壁面に留まっている蛾をホバリングして捕まえる。
個体によっては、店舗の内部にまで侵入し、人の手から直接餌を食べるなど、人に対し密接に懐いている姿が確認されている。
寒冷地では年1回、暖地では年2回繁殖する。雄は、春から夏にかけて、地上で翼と尾羽を広げて求愛ダンスを行う。地上の窪みや人家の隙間などに、枯れ草や植物の根を使って皿状の巣を作り、日本では5 - 7月に1腹4 - 5個の卵を産む。抱卵期間は12 - 15日で、主に雌が抱卵する。雛は13 - 16日で巣立ちする。巣立ち後も親鳥と行動を共にし、3 - 4羽程度の集団で行動することもある。
本種は人間に対する警戒心が低く、人間のそばにも比較的近く（2-3m程度の距離）まで寄ってくる。
足を交互に出して素早く歩く。歩行者を振り返りながら斜めに歩く。
夜は近隣の森などにねぐらを取るが、市街地では建築物などにねぐらを取る様子も観察される。秋から冬の間は、照明近くの街路樹に大群の集団ねぐらを作ることがある。このため、都市部に進出した近年では、集団ねぐらの糞害や鳴き声のせいで害鳥とみなされる場合もある。
地鳴きは「チュチン、チュチン」、飛翔時は「チチッ、チチチッ」と鳴く。巣立ち後の幼鳥は独り言或いはつぶやきともとれる長めの鳴き方をすることがある。ごく希であるが成鳥が縄張宣伝で長め（3秒程度）の鳴き方をすることがあり、とても美しい声である。

## 日本国内で見られる亜種
全体で11亜種に分類される。この内、日本国内ではハクセキレイ (Motacilla alba lugens) のほか下記の亜種が観察されている。
タイワンハクセキレイ Motacilla alba ocularis (Swinhoe, 1860)
ロシア（中央シベリア高原以東のシベリア・極東地域）およびアラスカ西岸に分布し、日本国内にも少数が分布する。過眼線があるなど容姿はハクセキレイと酷似するが、本亜種は胸部の黒色が嘴の下までつながる点で判別される。
ホオジロハクセキレイ Motacilla alba leucopsis (Gould, 1838)
中国大陸、朝鮮半島、台湾、日本（南西諸島、九州、本州西部）に分布し、台湾では普通種。日本の本州では渡りの最中などで見られることがある。過眼線が無く、容姿はタイリクハクセキレイ基亜種に酷似する。
シベリアハクセキレイ Motacilla alba baicalensis (Swinhoe, 1871)
ロシア（バイカル湖周辺の高地）、モンゴル、中国内モンゴル自治区に分布する。日本国内では観察記録があるものの、めったに観察されない。
ネパールハクセキレイ Motacilla alba alboides (Hodgson, 1836)
ヒマラヤ山脈周辺に分布する。日本国内では観察記録があるものの、めったに観察されない。

### セキレイ類近縁種の分布
現在、日本では本（亜）種およびセグロセキレイ (Motacilla grandis)、キセキレイ (Motacilla cinerea) が概ね棲み分けているが、1930年代までの日本におけるハクセキレイ (Motacilla alba lugens) の分布域は北海道のみであり、かつて日本の本州以南では本種はほとんど見られなかった（セグロセキレイ#ハクセキレイとの関係も参照）。
その後、本種は沿岸部から勢力を拡げ、1955年頃までに宮城県付近へ、1980年頃までには南関東および石川県付近まで達したと考えられている。以降も南へ、また内陸部へと拡大を続け、1985年時点で南は和歌山県、西は広島県などでも記録されている（2010年現在では、九州でも観察されている）。
また、地域内における勢力も拡げつつあり、2010年現在、関東地方の平野部においてはハクセキレイが大多数を占めるまでに勢力を拡げている。こうした傾向は、本種が他種よりも都市や埋立地など人工的な環境に適応しており、例えば建築物へ塒（ねぐら）を取る個体数が他種より多いことなどから、都市的環境への適応能力の差によるものと考えられている（タイリクハクセキレイ#競合を参照）。
ホオジロハクセキレイ (M. a. leucopsis) は、1968年に熊本県にて繁殖が確認され、以降西日本地域の沿岸部を中心に分布している。最近では lugens と分布域が重なるようになったことから、交雑も起きている。

## 自治体指定の鳥
以下の日本の区市町村の指定の鳥である。合併前の川内町 (青森県)の指定の鳥であった。
- 三笠市
- 水戸市
- 八潮市
- 板橋区[11]
- 東村山市
- 岡崎市[注 4]